# Open de Moselle 2009
L'Open de Moselle 2009 è stato un torneo di tennis giocato sul cemento indoor.
È stata la 7ª edizione dell'Open de Moselle,
che fa parte della categoria ATP World Tour 250 series nell'ambito dell'ATP World Tour 2009.
Si è giocato all'Arènes de Metz di Metz in Francia,
dal 21 settembre al 27 settembre 2009.

## Partecipanti

### Teste di serie
| Nazionalità | Giocatore             | Ranking1 | Testa di serie |
| ----------- | --------------------- | -------- | -------------- |
| Francia     | Gaël Monfils          | 13       | 1              |
| Germania    | Philipp Kohlschreiber | 23       | 2              |
| Francia     | Paul-Henri Mathieu    | 27       | 3              |
| Germania    | Philipp Petzschner    | 35       | 4              |
| Francia     | Fabrice Santoro       | 41       | 5              |
| Germania    | Benjamin Becker       | 42       | 6              |
| Germania    | Andreas Beck          | 44       | 7              |
| Croazia     | Ivan Ljubičić         | 47       | 8              |

- 1 Ranking al 14 settembre 2009.

### Altri partecipanti
Giocatori che hanno ricevuto una Wild card:
- Josselin Ouanna
- Sébastien Grosjean
- Michaël Llodra

Giocatori passati dalle qualificazioni:

- Michael Berrer
- Sébastien de Chaunac
- Roman Valent
- Thierry Ascione

## Campioni

### Singolare
Gaël Monfils ha battuto in finale  Philipp Kohlschreiber con il punteggio di 7–6(1), 3–6, 6–2

### Doppio
Colin Fleming /  Ken Skupski hanno battuto in finale  Arnaud Clément /  Michaël Llodra con il punteggio di 2–6, 6–4, [10-5]